# Rubén Garabaya

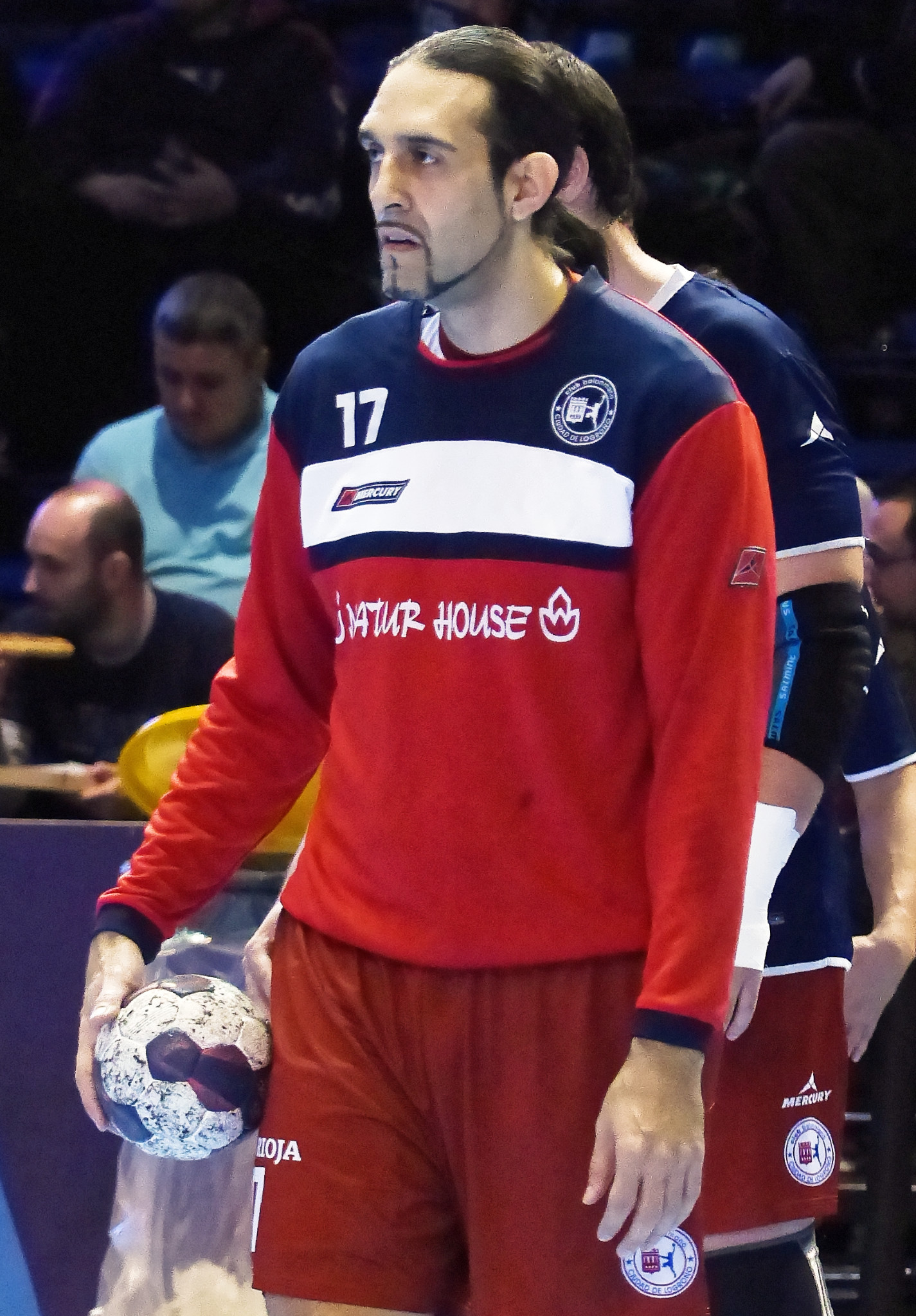
Rubén Garabaya, 2014.

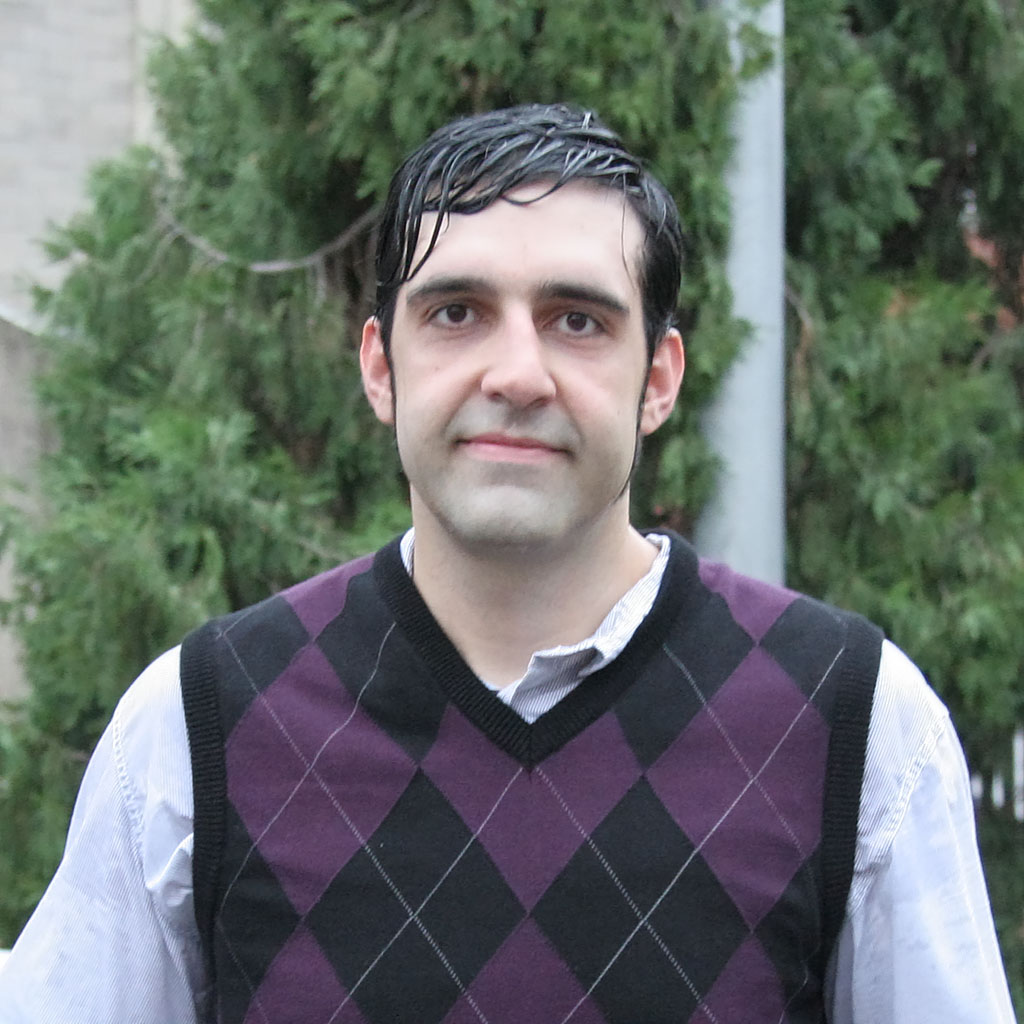
Rubén Garabaya, 2008.

Rubén Garabaya, född 15 september 1978 i Avilés, är en spansk handbollstränare och tidigare handbollsspelare (försvarare/mittsexa).
Han var med och tog OS-brons 2008 i Peking.

## Klubbar
- BM Corvera (–1997)
- CB Ademar León (1997–1999)
- CB Cangas (1999–2001)
- BM Valladolid (2001–2007)
- FC Barcelona (2007–2010)
- Naturhouse La Rioja (2010–2018)